# リッパー (プロレスラー)
リッパー（Ripper、1967年2月22日 - ）は、メキシコのプロレスラー。
本名、ホアン・エボディオ・ゴンザレス（Juan Ebodio Gonzalez）、プエブラ出身。
2代目シコシス（Psicosis）として活躍。
父はエル・プーマ、元妻はエストレリータ。

## 来歴
1990年代、エル・プーマ・ジュニア（El Puma Jr. ）のリングネームで立つようになり、1994年からレオン・ネグロ（Leon Negro）のリングネームとなり、1995年にFMWでウルトラタロウ（Ultra Taro）のリングネームのマスクマンで上がっていた。
1997年にAAAに入団。シコシスがWCW入りしたため、シコシス（Psicosis）を引き継ぎ、ロス・バイパースに加入。AAAではメキシコナショナルアトミコス王座やメキシコナショナルミドル級王座を奪取した。2006年7月にはプロレスリング・ノアに来日した。
2009年、AAAを退団しインディ、ペロス・デル・マール、IWRGなどを転戦する。同年、シコシスのリングネームの権利の関係でシコシス・エクストリーム（Psycosis Extreme）を名乗った。
2010年4月、CMLLに加入、ロス・インヴァソアス（Los Invasores）のメンバーで活躍した。
2011年9月、オリンピコ、ボラドール・ジュニアと組んでメキシコナショナルトリオ王座を奪取した。
2013年11月、再びシコシスの権利関係が問題となり、リッパー（Ripper）へと改名した。

## 得意技
- ダイビング・セントーン
- トペ・スイシーダ

## 獲得タイトル
- メキシコナショナルミドル級王座
- メキシコナショナルトリオ王座
- メキシコナショナルアトミコス王座